# Comrade (barge)
Pour les articles homonymes, voir Comrade.
Le Comrade est une ancienne barge à voile britannique de 1923, de type Humber Keel (en), ayant servi comme caboteur fluvial jusqu'en 1975.

Il est désormais basé à South Ferriby dans l'estuaire du Humber opérant pour la Humber Keel and Sloop Preservation Society possédant aussi l'Amy Howson.

Ce bâtiment est inscrit au registre du National Historic Ships  depuis 1993 et il est aussi l'un des nombreux bateaux de la National Historic Fleet.

## Histoire
Ce Humber Keel, sorte de barge fluviale à voile issue des anciens navires anglo-saxons, a été construit en 1923 sous le nom de Wanda au chantier naval Warren de New Holland pour Turner Carmichael de Kingston-upon-Hull. À l'origine, il était simplement mu à la voile, avec un équipage de 2 hommes, et transportait du charbon et de l'orge entre Wakefield et Hull. Sa coque en acier et sa largeur est adaptée pour le passage des écluses jusqu'à Sheffield. Sa cale permettait le transport de 100 tonnes de fret.

Il a ensuite été vendu à John 'Herrings' Taylor qui l'a rebaptisé Ada Carter.
En 1929, le navire a été acheté par Arthur Schofield de Beverley qui l'a regréé avec le gréement de son ancien navire Galatea puis l'a renommé Comrad. Un moteur semi-diesel Ogle de 40 v a été installé pour la première fois en 1933 puis remplacé par un diesel Lister de 21 cv en 1942 et le gréement a été enlevé.

Un moteur diesel Lister de 31 cv a été installé en 1953 et est toujours utilisé aujourd'hui. Il a continué le cabotage jusqu'en décembre 1974.
Comrade a été acheté par la Humber Keel and Sloop Preservation Society en avril 1975. Sa restauration pour reprendre sa configuration première a été faite par la pose d'un nouveau gréement : un mât de plus de 16 m et deux voiles carrées (288 m²). Remis à l'eau en 1976, il fut la première barge à voile à renaviguer depuis plus de trente ans.